# Mycetoporus forticornis
Mycetoporus forticornis är en skalbaggsart som beskrevs av Fauvel 1875. Mycetoporus forticornis ingår i släktet Mycetoporus, och familjen kortvingar. Arten är reproducerande i Sverige.